# Maifisch

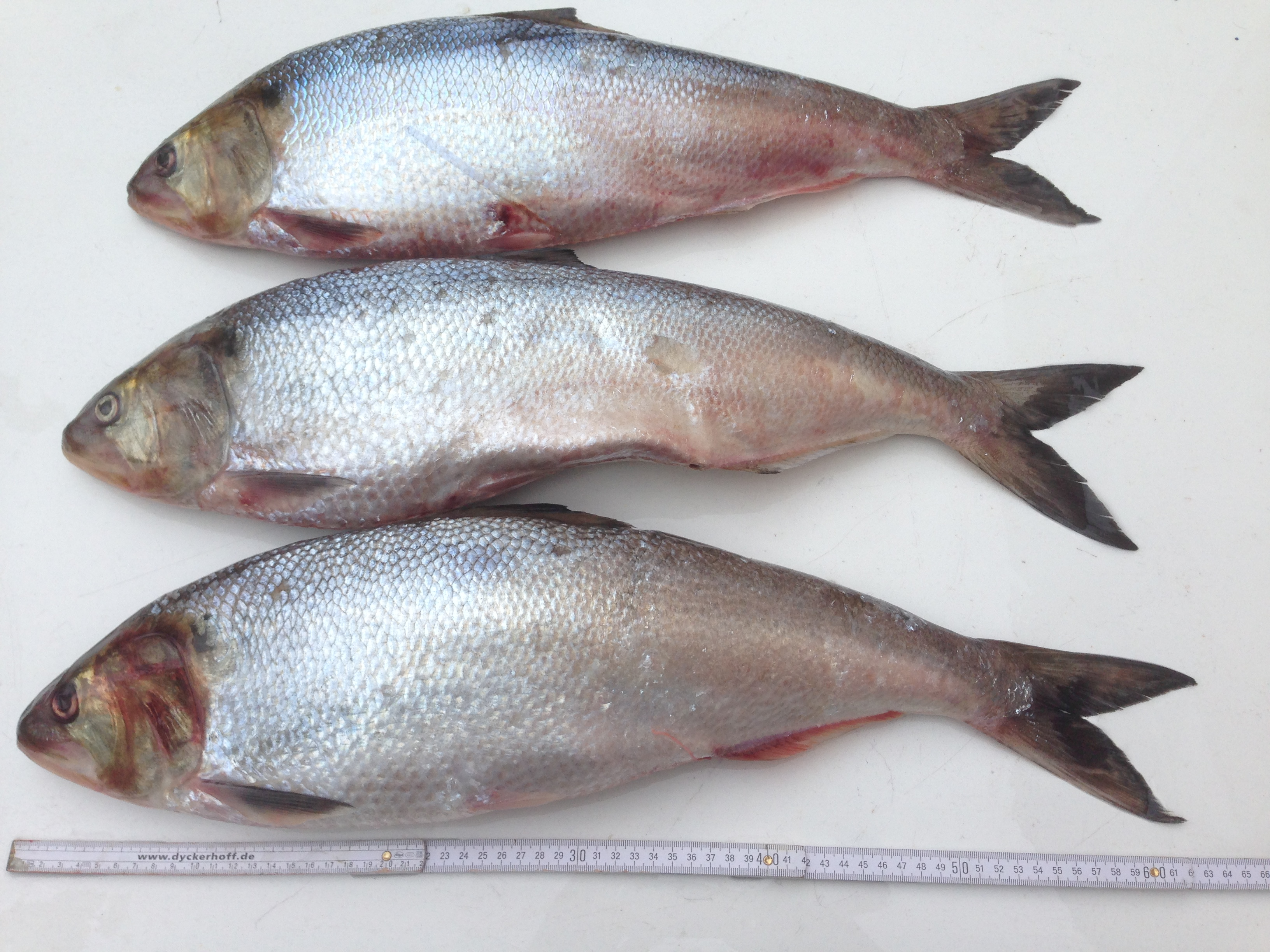
Maifische

Der Maifisch oder die Alse (auch Alose) (Alosa alosa) gehört zu den Heringsartigen (Clupeiformes). Er ist ein anadromer Wanderfisch, der im Frühjahr zum Laichen in die Mittel- und Oberläufe größerer Flüsse hinauf wandert. Durch Überfischung, den Bau unpassierbarer Staustufen und Wasserverschmutzung ist der einst häufige Maifisch nach 1890 innerhalb weniger Jahrzehnte aus den Flüssen Deutschlands verschwunden. Der Maifisch war 2004 Fisch des Jahres. Im Rhein zeigt ein seit 2003 laufendes Wiederansiedlungsprogramm erste Erfolge.

## Beschreibung
Maifische werden im Mittel 30–50 cm, maximal 80 cm lang und können ein Gewicht von 4,5 kg erreichen. Mit 3 bis 6 Jahren werden sie geschlechtsreif. Die Hauptnahrung stellt Zooplankton dar.

## Verbreitung und Lebensweise
Der Maifisch kommt in den Küstengewässern Europas von der westlichen Ostsee bis ins Mittelmeer vor. Er gehört zu den anadromen Wanderfischarten: Ab Mitte April bis Anfang Juni – hauptsächlich jedoch im Mai, daher der Name „Maifisch“ – wandern die geschlechtsreifen Maifische zum Laichen in die Mittel- und Oberlaufbereiche größerer Flüsse hinauf, um sich während der warmen Mainächte auf kiesigen Flussabschnitten fortzupflanzen. Das Weibchen kann zwischen 100.000 und 400.000 Eier ablegen; die erwachsenen Tiere sterben in der Regel nach dem Ablaichen. Nach nur vier bis fünf Tagen schlüpfen die jungen Maifische aus den Eiern und driften im Herbst in Richtung Flussmündung. Noch bevor sie ihr erstes Lebensjahr vollendet haben, wandern die mittlerweile 10 bis 15 cm langen Jungtiere ins Meer und entwickeln sich dort, bis sie im Alter von 3 bis 8 Jahren die Geschlechtsreife erreichen und der Lebenszyklus von Neuem beginnt. Einige wenige Tiere schaffen es, bis zu dreimal abzulaichen und ein Alter bis zu 9 Jahre zu erreichen.
Größere Vorkommen gibt es noch in Frankreich, Spanien und Portugal, wobei überall Rückgänge zu beobachten sind. In Frankreich ist er hauptsächlich in den Flüssen im Südwesten (Garonne, Gironde, Lot und Tarn) anzutreffen, sowie im Gebiet der Loire und einigen Flüssen der Bretagne. In Spanien / Portugal hauptsächlich im Rio Minho und im Douro.
Da die Bestände in Frankreich massiv zurückgegangen sind, gilt für die Gironderegion ein Fangmoratorium, d. h.; es dürfen bis zur Bestanderholung keine Maifische gefangen werden.

## Bestandsentwicklung und Gefährdung

### Historie

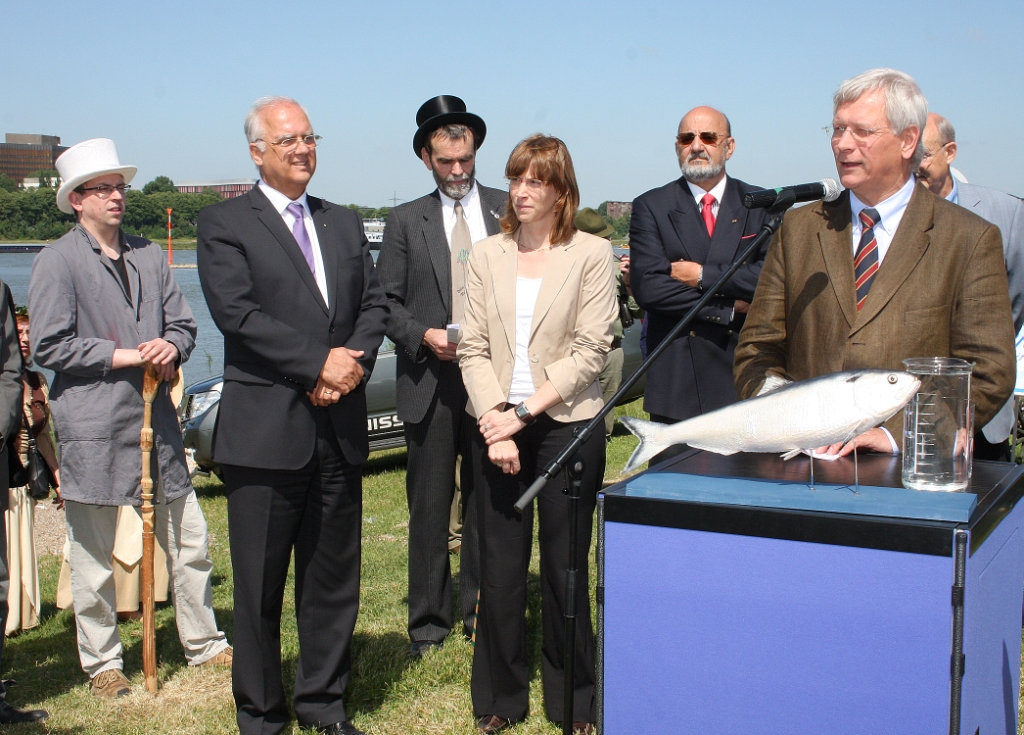
Feier Maifischbesatz Poll 2010 auf den Poller Wiesen, u. a. mit „Schweinehirte“ Poller Maigeloog, Andreas Hertel; Bürgermeister Köln, Heinz-Werner Bartsch; Reihmeister Maigeloog, Hans Burgwinkel; Umweltministerin Hessen, Silke Lautenschläger: Vorsitzender Rheinischer Fischereiverband, Walther Sollbach und Umweltminister NRW Eckhard Uhlenberg

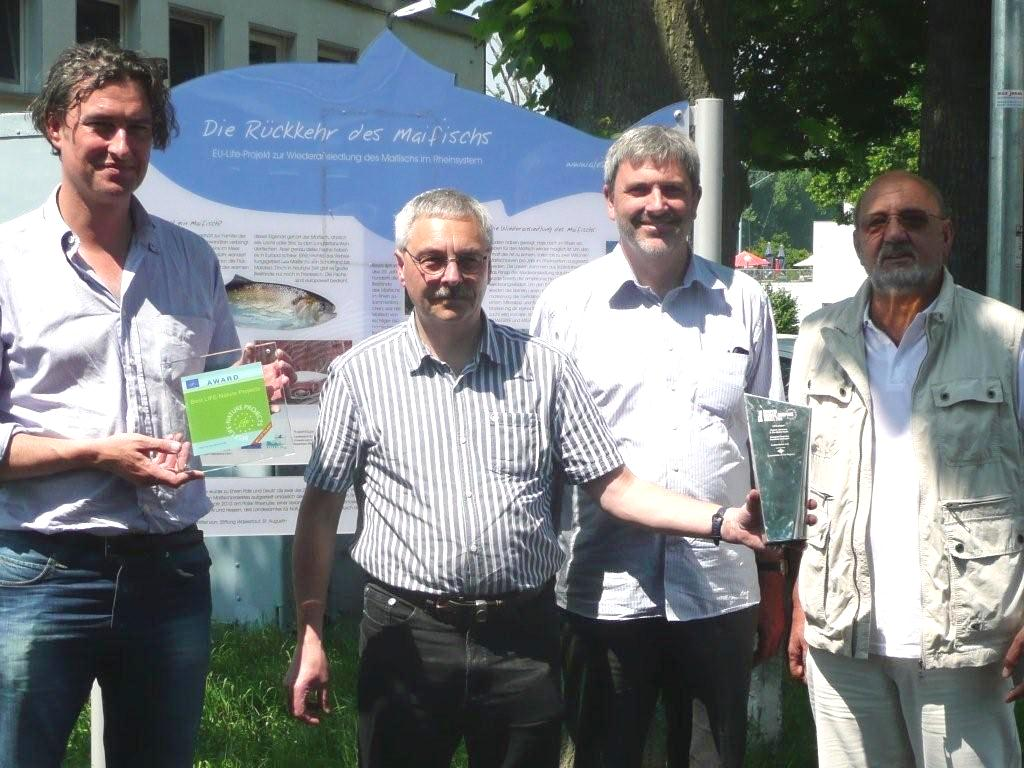
Maifisch-Projektleitung mit EU-Umweltpreis vor EU-Maifischinformationstafel in Köln-Poll, Projektmanager Dr. Andreas Scharbert; Projektleiter Dr. Reiner Klinger; Geschäftsführer RhFV Dr. Stefan Staas; „Vater der Maifische“ Walther Sollbach

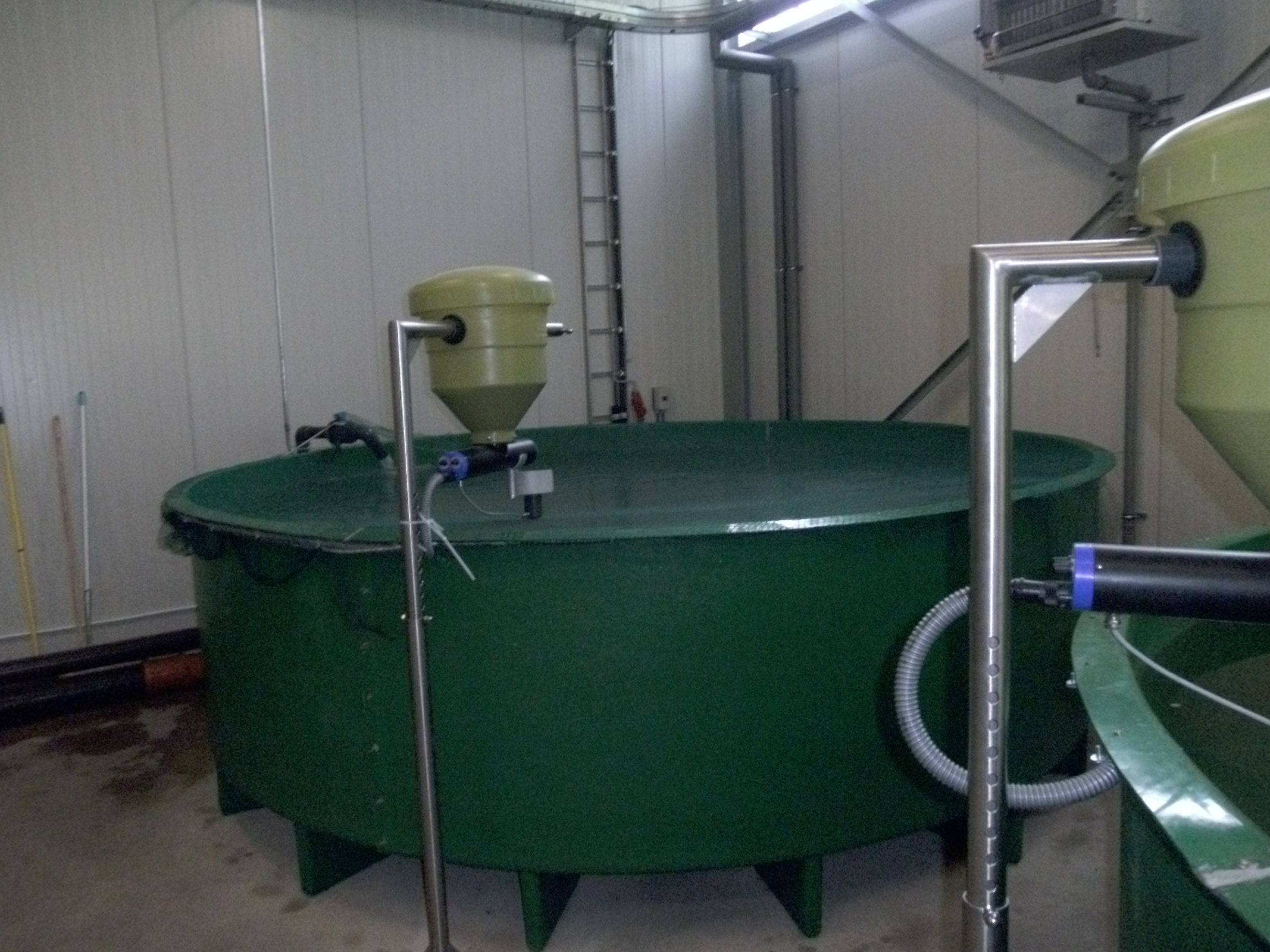
Maifisch-Aufzuchtbecken in der Zuchtanlage Aßlar

In Deutschland war er früher unter anderem in Rhein, Ems, Weser, Elbe und deren Nebenflüssen zu finden – im Rhein flussaufwärts bis Straßburg und Basel. Der Maifisch war im 19. Jahrhundert ein wichtiger Speisefisch. Bereits Ende des 19. Jahrhunderts ging die Art infolge Flussbegradigungen mit Verlust der Laichplätze, Verschmutzung der Gewässer durch die Industrialisierung und durch Überfischung stark zurück. So ging der Fangertrag am Rhein in den Niederlanden von 1890 bis 1900 auf 25 %, von 1911 bis 1920 auf 0,5 % der Menge zurück, die zwischen 1881 und 1890 gefangen worden war. Eine Erholung der Bestände war durch Überfischung, die Regulierung der Flüsse mit für Wanderfische unpassierbaren Staustufen und Wasserverschmutzung nicht mehr möglich. Den letzten dokumentierten nennenswerten Fang gab es 1949 bei Wesel mit 61,5 kg Maifisch. Angeblich wurden 1950 zum Maifest in Köln-Poll noch zwei Zentner Maifisch gebraten.
In den meisten deutschen Bundesländern ist die Art seit Jahrzehnten ausgestorben, sie steht auf der Roten Liste Deutschlands in der Kategorie 1 (vom Aussterben bedroht).
Die „Weltnaturschutzunion“ IUCN listete diese Art aufgrund unzureichender Datenlage bis 2008 in der Kategorie Data Deficient, danach als Least Concern (nicht gefährdet).
In Deutschland waren seit 1950 lebende Maifische bis auf Einzelexemplare in den Flüssen nur in manchen Jahren und meist nur in der Wachstumsphase von Mai bis November allein im Düsseldorfer Aquazoo – Löbbecke Museum zu sehen.

### Wiederansiedlung
Eine Übersicht über den Bestand, Entwicklung und Gefährdung findet sich in dem Ende 2010 erstellten Abschlussbericht des EU-Projektes zur Wiederansiedlung des Maifisches im Rheinsystem. Der sogenannte Laienbericht zu diesem LIFE-Projekt ist als LANUV-Fachbericht 28 erschienen und kann in den Sprachen Deutsch, Französisch, Englisch und Niederländisch auch online geladen werden. Der Fachbericht gibt einen Überblick über die
- Biologie des Maifischs
- Die Historie der Fischerei am Rhein
- Hintergründe
- Ziele
- Errungenschaften

des Ende 2010 ausgelaufenen Projektes und einen Ausblick auf das anschließende LIFE+ Maifischprojekt. Der Fachbericht richtet sich an die breite Öffentlichkeit, bietet aber auch dem Fachpublikum vertiefte Informationen, insbesondere zu den im Rahmen des Projektes entwickelten Verfahren zur künstlichen Vermehrung von Maifischen.
Das Programm zur Wiederansiedlung des Maifisches zeigte 2014 erste Erfolge, da im Oberrhein, im Neckar und an der Mosel erstmals wieder aufsteigende Maifische nachgewiesen wurden.
Seit dem Jahr 2008 werden im Rahmen des Life-Projektes Maifisch und im Life+ Projekt „Alosa alosa“, Maifischlarven ausgewildert um die Art wieder dauerhaft im Rhein anzusiedeln. Vor dem Hintergrund der Besatzaktivitäten und der Tatsache, dass Maifische nach etwa 5 Jahren zum Laichen in die Flüsse zurückkehren, bestanden Hoffnungen, dass ab dem Jahr 2013 erste Maifische aus den Besatzmaßnahmen in den Rhein zurückkehren könnten.

### Rückkehrer
Bereits 2014 lieferten Beobachtungen von adulten Maifischen in Mosel, Delta- und Oberrhein, sowie erstmals seit dem Erlöschen des Bestandes in der ersten Hälfte des 20. Jahrhunderts im Rechengut des AKW Philippsburg entdeckte juvenile Maifische aus natürlicher Reproduktion, bereits deutliche Hinweise auf eine positive Bestandsentwicklung.
Im Frühjahr 2014 wurde bei Bislich am Niederrhein erstmals mit Treibnetzen gezielt nach Maifischen im Niederrhein gesucht und es wurden 3 aufsteigende Weibchen gefangen.
Am 2. Juni 2017 konnte bei einer Feier anlässlich des Maifschbesatzes in Kripp an der Ahrmündung stolz verkündet werden, dass sich zurückkehrende Maifische im Mittelrhein wieder natürlich fortpflanzen. So wurden in begleitenden wissenschaftlichen Untersuchungen von Wissenschaftlern des Umweltcampus der Hochschule Trier bei Koblenz Mitte Mai erstmals hunderte Maifische bei ihrer nächtlichen Hochzeit belauscht, die unter lautem Planschen auf überströmten Kiesbänken stattfand.

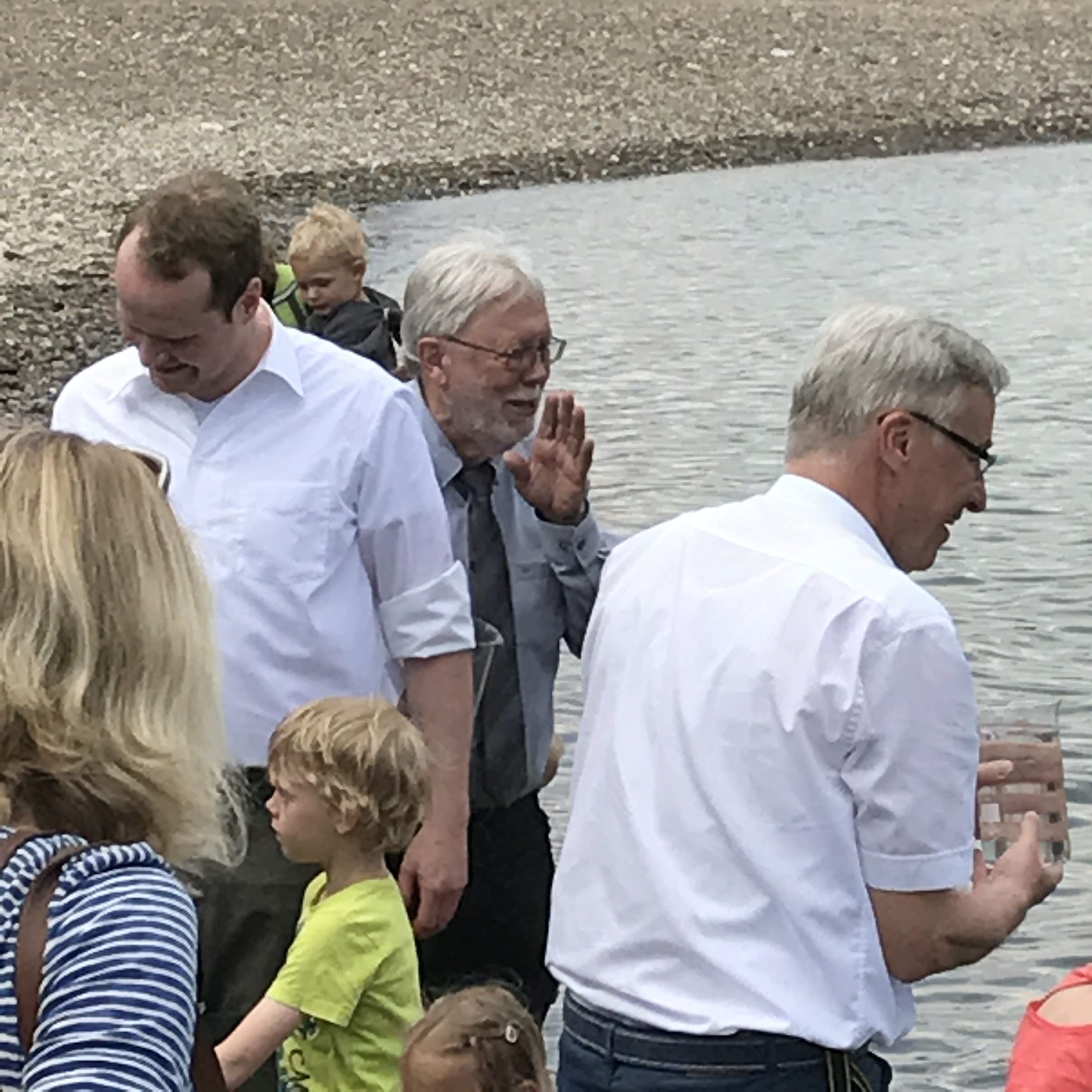
Der rheinland-pfälzische Umweltstaatssekretär Thomas Griese und Christoph Heider, HIT-Umweltstiftung füllen am 2. Juni 2017 in Kripp Maifischlarven in Gläser zum Einsetzen in den Rhein
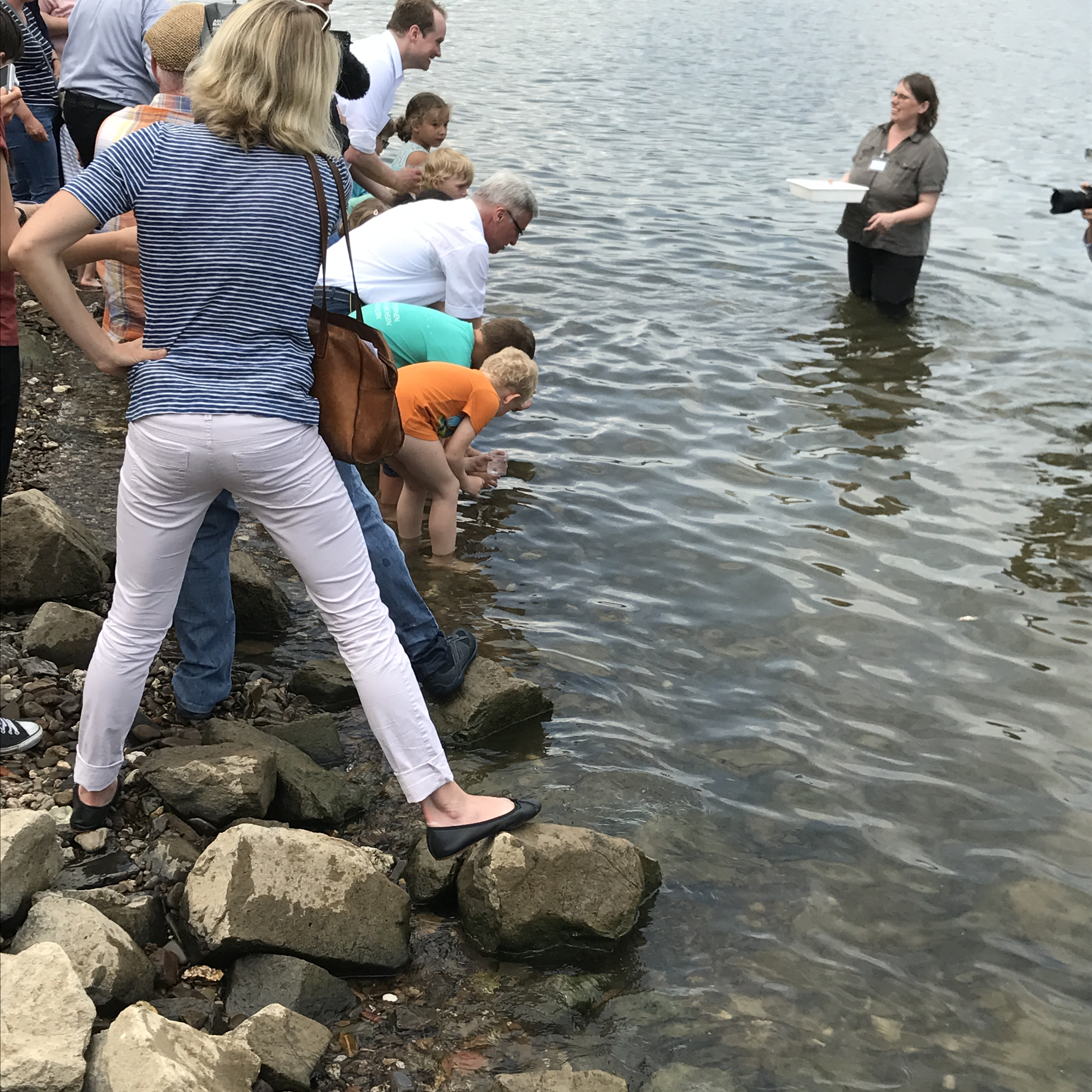
Der rheinland-pfälzische Umweltstaatssekretär Thomas Griese und Christoph Heider, HIT-Umweltstiftung setzen am 2. Juni 2017 in Kripp Maifischlarven in den Rhein ein, im Hintergrund Marion Meitzner vom Programm „Finne“ der Stiftung Wasserlauf
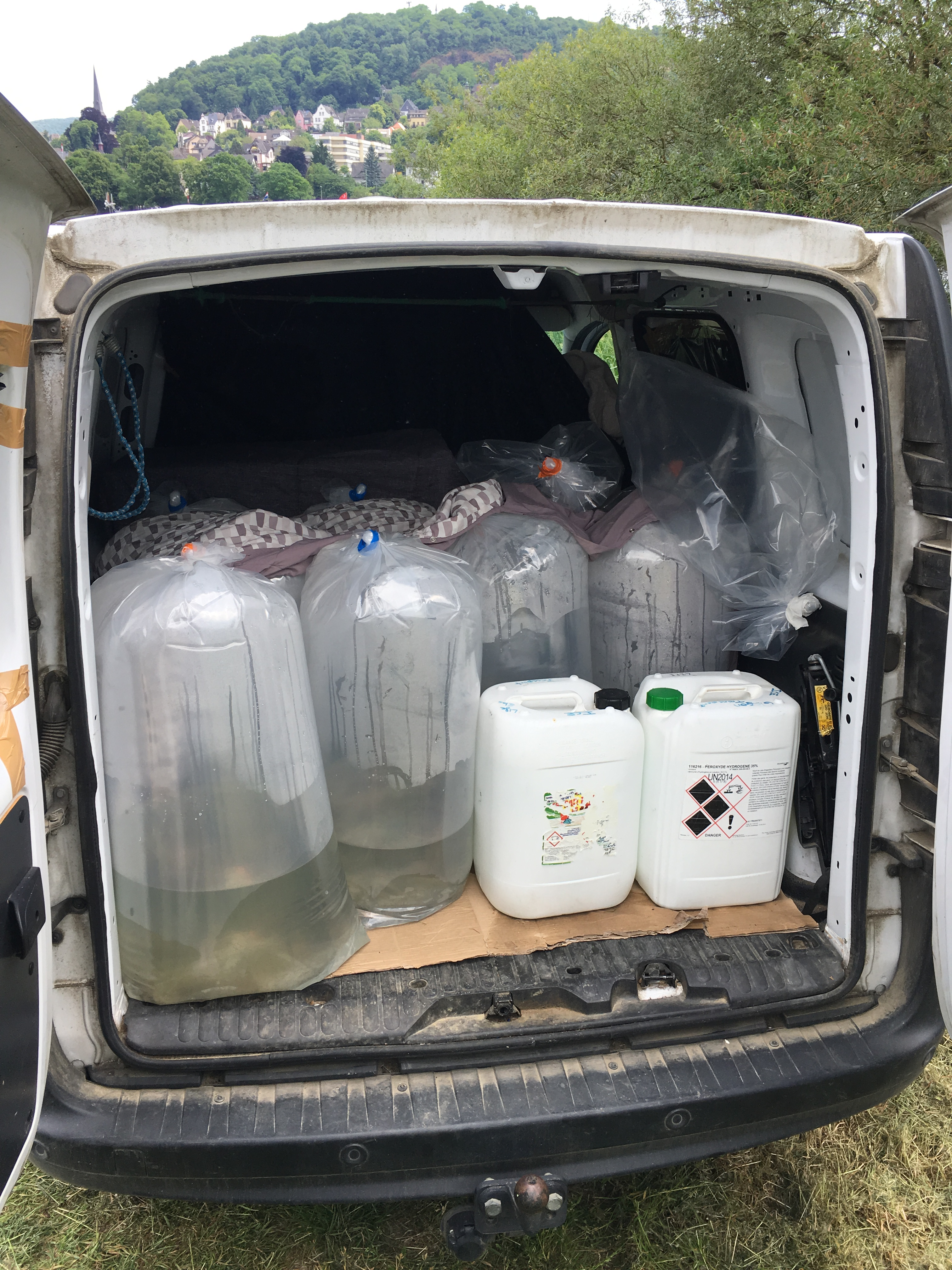
Maifischlarventransport am 2. Juni 2017 von der Gironde/Frankreich nach Kripp zum dortigen Besatz
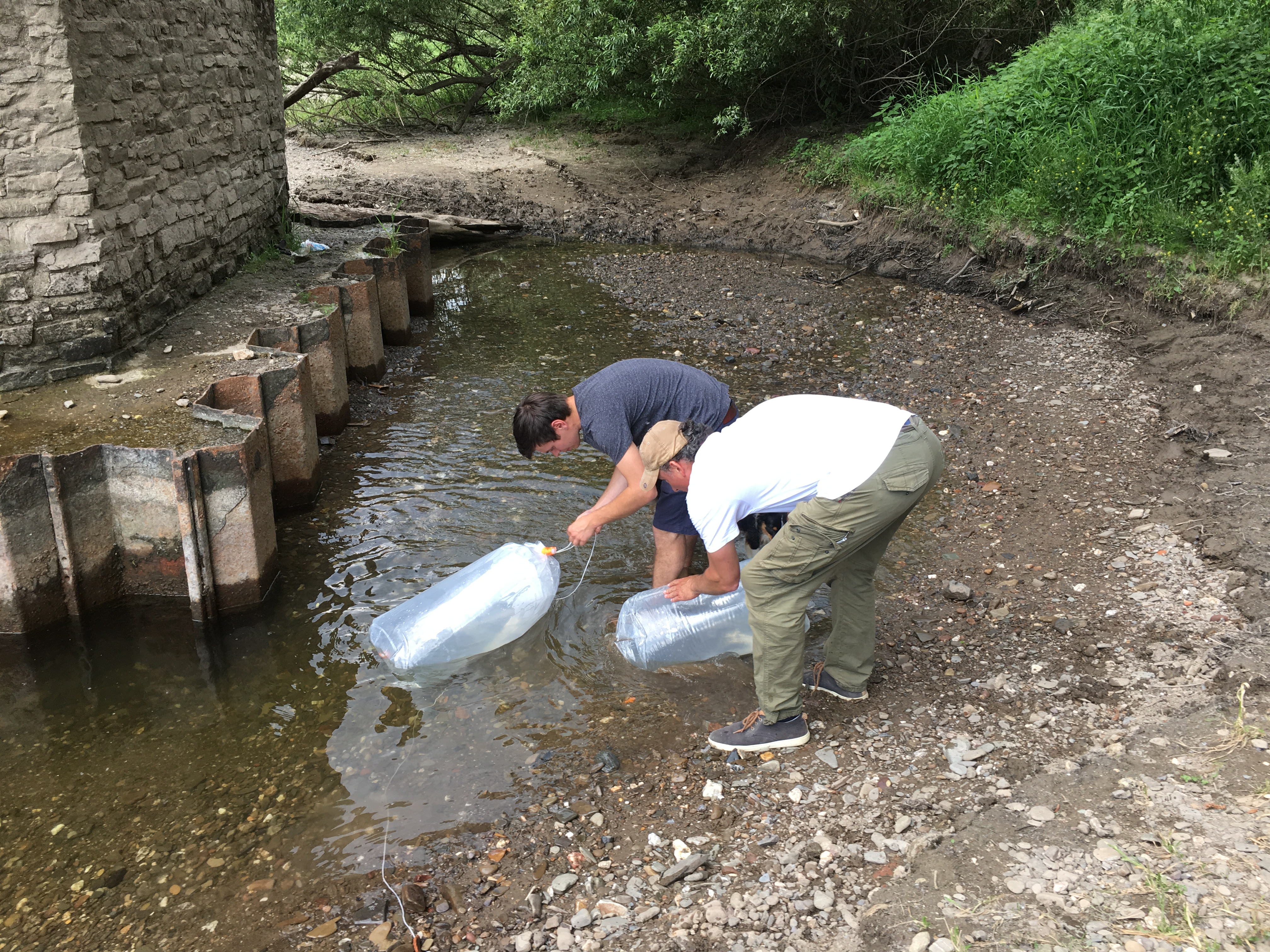
Maifischlarven werden in ihren Transportbehältern in die Ahr eingesetzt
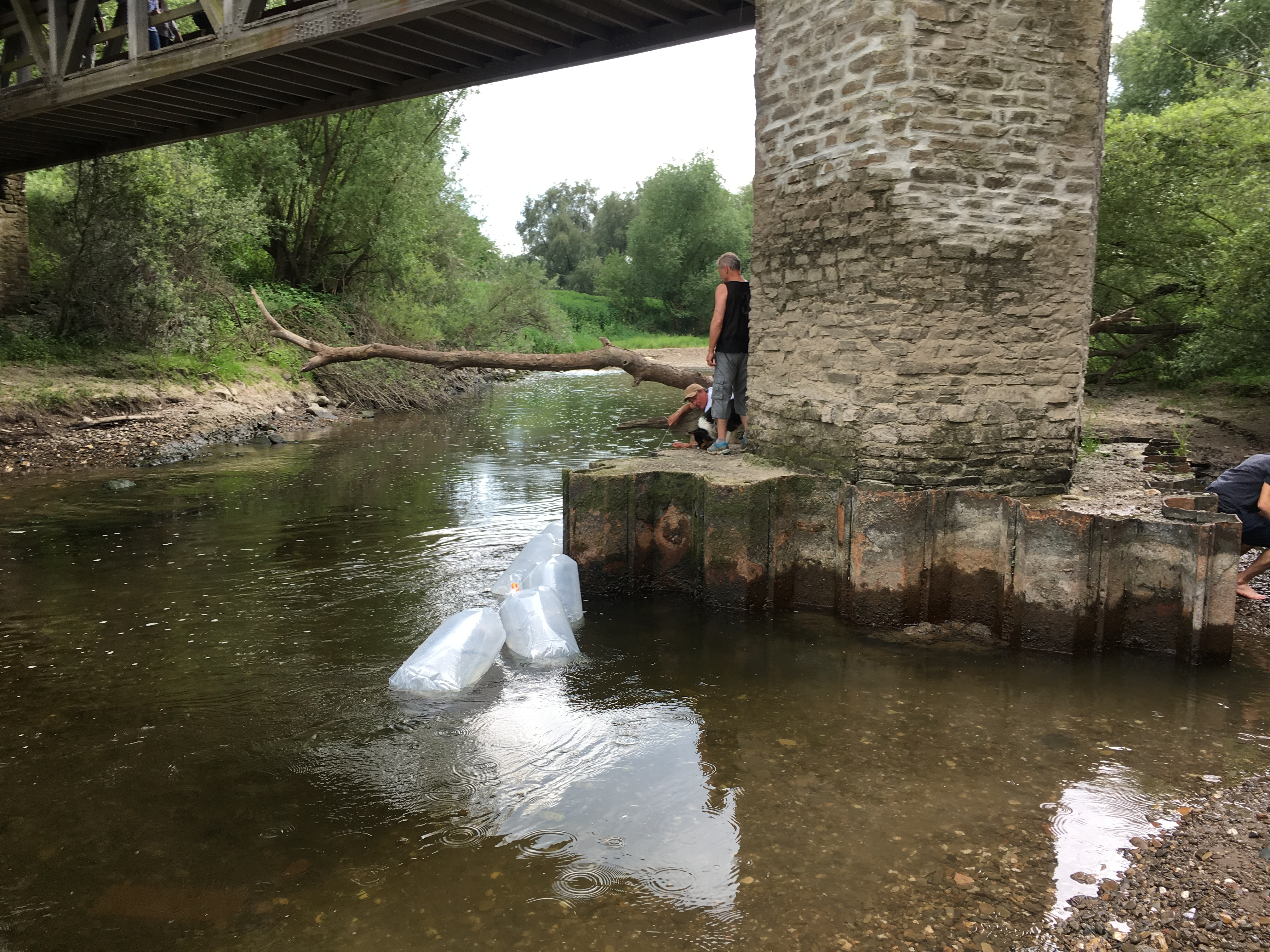
Die Maifischlarven in ihren Transportbehältern werden langsam an die Wassertemperatur der Ahr gewöhnt

## Maifischprojekt

### Ursprünge
Die Idee für die Wiedereinbürgerung des Maifischs in den Rhein entstand in Köln, beeinflusst durch die Maifischtradition in Köln-Poll. Walter Sollbach, Vorsitzender des Rheinischen Fischereiverbandes von 1880, wohnte in Köln-Deutz, das über vielerlei Beziehungen und Feste mit Köln-Poll verbunden ist. Anfang 2003 fragten ihn die Gesellschafter der frischgegründeten HIT-Umweltstiftung der Firma Dohle, Klaus und Ralph Dohle, nach einem geeigneten Förderprojekt. In einem Gespräch in einem Kölner Brauhaus schlugen sie „kleine Fische“ vor, da einer von ihnen begeisterter Angler war. Walter Sollbach riet davon ab und schlug stattdessen den Maifisch vor, der ihm als Kölner in Verbindung mit Poll ein Begriff war. Wenige Jahre zuvor hatte in Köln-Poll das Poller Maigeloog pressewirksam in Zusammenarbeit mit der Fischereibruderschaft Bergheim ein historisches Maifisch-Demonstrationsfischen im Rhein durchgeführt. Im Jahr 2000 waren in Köln-Poll zudem frische Maifische aus Frankreich zum Verkosten anlässlich des „Poller Maispills“ angeboten worden.
Die HIT-Umweltstiftung stimmte zu. Auf dem Suche nach einem Weg erfolgte zunächst ein Literaturstudium und ein genetischer Vergleich von „Rhein-Maifischen“ aus Iffezheim und „aus einem Heidelberger Museum“ (W. Sollbach) mit der französischen Maifischpopulation. Da sich diese als nah verwandt zeigten, wurde Kontakt mit Frankreich aufgenommen und der Biologe Peter Beeck mit Vorstudien beauftragt. Beeck legte dann – auch nach Studien von Maifischen aus Portugal, Schottland und 5 Finten aus der Elbe – im Dezember 2003 eine Empfehlung („Vorstudie zum möglichen Besatz des Maifischs im Rheinsystem“) für die Wiederansiedlung des Maifischs im Rhein vor.
Nachdem die Vorstudien gute Chancen für die Wiederansiedlung ergaben, wurde eine europäische Förderung beantragt.

### EU-Life-Projekt
Seit 2008 wird der Maifisch im Rahmen des internationalen EU-Life-Projektes „Die Wiederansiedlung des Maifischs im Rheinsystem“ wieder gezielt im Rhein angesiedelt. Dazu werden mehrere Millionen Larven der Heringsart in Frankreich gezüchtet und an zuvor kartierten Stellen im Rheinsystem ausgesetzt. Insgesamt sind so bisher ca. vier Millionen Fische ins Wasser gelassen worden. Das Projekt erhielt 2008 den European Regional Champions Award als bestes europäisches maritimes Projekt.
Am 23. Mai 2012 wurde das deutsch-französisch-niederländische Maifisch-Projekt in Brüssel zum zweiten Mal von der Europäischen Kommission ausgezeichnet. Es erhielt den Titel „Best of the Best“ (die Besten der Besten) der europäischen Life-Nature-Projekte.
Projektleiter Heiner Klinger nahm den Preis in Gegenwart von Walter Sollbach, Initiator des Programmes und Karl Apel, stellvertretender Abteilungsleiter Forsten und Naturschutz, Hessisches Ministerium für Umwelt, Energie, Landwirtschaft und Verbraucherschutz entgegen. Die französischen Partner wurden vertreten durch Alain Guillaumie, Präsident der Association MIGADO (Migrateurs Garonne Dordogne) Frankreich und Philippe Jatteau, Leiter/Bearbeiter Maßnahmenpunkte Irsta (früher CEMAGREF). Die Projektleitung liegt in Nordrhein-Westfalen bei der Landesanstalt für Natur, Umwelt und Verbraucherschutz NRW (LANUV), Fachbereich 26 Fischereiökologie, die Geschäftsführung bei Andreas Scharbert (Rheinischer Fischereiverband). Den optischen Rahmen bei der Verleihung bildeten die Vertreter des Poller Maigeloogs, einem Maiverein mit mittelalterlichen Wurzeln, der sich unter der Leitung von Reihmeister Hans Burgwinkel besonders der Tradition des Maifischfangs in Köln am Rhein verschrieben hat.
Im September 2010 konnten erstmals Jungfische im Rhein nachgewiesen werden. Die in Grieth bei Kalkar im Rhein gefundenen Jungfische zeigen, dass das Wiederansiedlungsprojekt erfolgreich gestartet ist. Von einer sich selbst reproduzierenden Population kann noch nicht gesprochen werden. Erst ab 2013 hofft man auf eine vermehrte Rückkehr erwachsener Maifische, die dann auch im Rhein ablaichen.
Am 16. Juni 2010 fand am Rheinufer in Köln-Poll die offizielle Feier zum Maifischbesatz 2010 mit den Umweltministern aus Hessen und Nordrhein-Westfalen sowie vielen Prominenten statt. Es wurden dort symbolisch mehrere hundert von insgesamt ca. 2,6 Millionen Maifischlarven ausgesetzt, die übrigen anschließend in Hessen, in der Sieg und am Niederrhein. Zur Erinnerung an dieses Ereignis und zugleich als Ehrung der fortlebenden Poller Maifischtradition wurde am 8. November 2010 am Poller Rheinufer am Anfang der Maifischgasse die erste europäische Maifisch-Informationstafel des EU-Life-Projektes aufgestellt. Weitere sollen in Kürze in den Landeshauptstädten Düsseldorf und Wiesbaden sowie in Frankreich zur näheren Information über die Wiederansiedlung des Maifisches folgen.

### EU-Life+-Projekt
Am 6. Juni 2012 wurde in Aßlar die erste Maifischzuchtanlage Deutschlands in Gegenwart zahlreicher Prominenter aus Hessen, Nordrhein-Westfalen und Rheinland-Pfalz sowie aus Frankreich und den Niederlanden offiziell in Betrieb genommen. Die Maifischlarven und Eier stammen aus der im Frühjahr 2008 eröffneten Pilotanlage für die Maifischzucht in Bruch, Frankreich. Die Anlage ist europaweit einzigartig und wurde von den Projektpartnern MIGADO und CEMAGREF in Zusammenarbeit mit dem Fischzüchter Patrice Astre und dem Fischereiverband Fédération de Pêche du Lot-et-Garonne entwickelt. Der französische Fischereiverband FD 47 stellte für den Bau der Anlage Teile seiner bestehenden Fischzucht zur Verfügung. Im Jahre 2008 wurden dort circa 500.000 Maifischlarven gezüchtet und von dort nach Deutschland transportiert.
Die Pilotanlage soll dazu beitragen, die Haltungsbedingungen für Maifische in Zuchtanlagen zu optimieren, um zunehmend auf die Entnahme wildlebender Tiere für Besatzmaßnahmen verzichten zu können.
2015 fand in Bergerac in Südfrankreich ein internationales Maifischsymposium, u. a. mit Experten aus den USA, Großbritannien, Frankreich, Deutschland, Niederlande, Portugal statt. Begleitend gab es eine Ausstellung des Poller Heimatmuseums von Hans Burgwinkel über „Maifische International“.
Am 3. Juni 2015 fand in Köln-Poll wieder eine offizielle Feier zum jährlichen Maifischbesatz statt. Hierzu war es Hans Burgwinkel, als Reihmeister des Poller Maigeloogs, gelungen, frischen Maifisch vom Rio Minho, einem Grenzfluss zwischen Spanien und Portugal zu importieren. Somit fand hier wieder der erste offizielle Verzehr von Maifischen nach 1950 bei einer Veranstaltung in Deutschland statt.

### Länderübergreifendes Maifischprojekt
Nachdem die EU-Projekte ausgelaufen sind, wurde 2016 das vom Rheinischen Fischereiverband geleitete „länderübergreifende Maifischprojekt“ eingeleitet, welches seit 2017 als Folgeprojekt des EU Life+ Projekts die Fortführung der Wiederansiedlungsmaßnahmen der Wanderfischart sicherstellt.
Zusätzlich zu den bereits etablierten Unterstützern aus NRW (HIT-Umweltstiftung, Rheinfischereigenossenschaft NRW, Bezirksregierung Düsseldorf), Hessen (hessisches Umweltministerium, Verband hessischer Fischer) und den Niederlanden (Sportvisserij Nederland), sind fortan die Rheinanlieger Schweiz (BAFU), Baden-Württemberg (Landesfischereiverband BW) und Rheinland-Pfalz (Ministerium für Umwelt, Energie, Ernährung und Forsten, MUEEF) dabei.
Als erste öffentliche Maßnahme fand 2017 ein Maifischbesatz mit ca. 200.000 Maifischlarven in Kripp an der Ahr-Mündung statt.
2019 fand die offizielle Maifischbesatzfeier wieder in Köln-Poll mit NRW Umweltministerin Ursula Heinen-Esser und der der Kölner Bürgermeisterin Elfi Scho-Antwerpes statt.
2021 wurden laut Struktur- und Genehmigungsdirektion (SGD) Nord in Koblenz ca. 500.000 Maifischlarven im Rhein in Vallendar (Landkreis Mayen-Koblenz) ausgesetzt.

### Ausstellungen und Filme
Im Rahmen bzw. Umfeld des Maifischprogrammes werden detaillierte Informationen auch über Ausstellungen und Filme vermittelt. Neben offiziellen Informationstafeln und zwei Filmen des EU-Life- und des EU-Life+-Programmes hat das Poller Maigeloog in Zusammenarbeit mit dem Poller Heimatmuseum eine ständige und eine kleinere mobile Ausstellung erstellt.

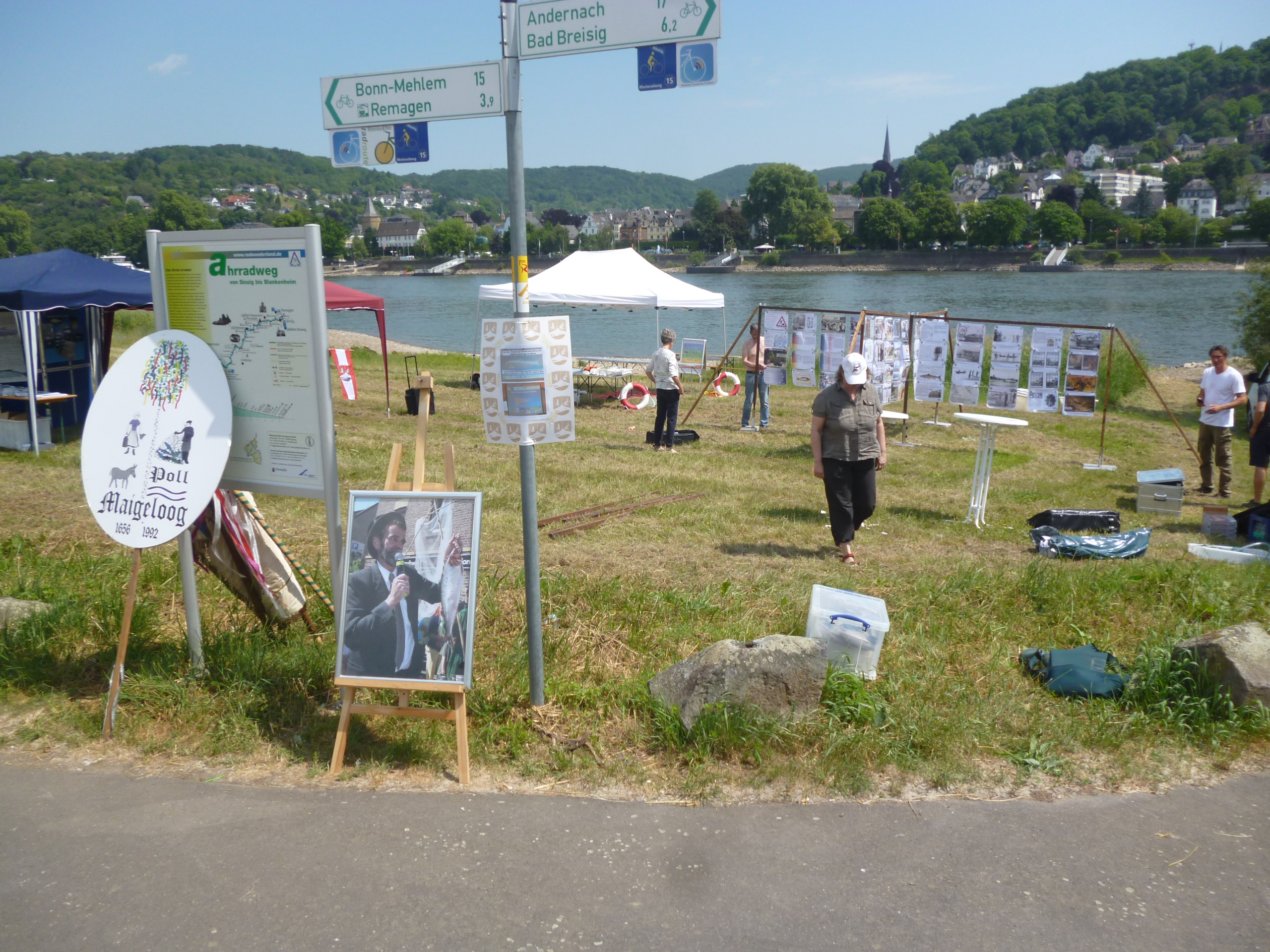
Mobile Maifisch-Ausstellung des Poller Heimatmuseums in Zusammenarbeit mit Poller Maigeloog anlässlich des Maifischbesatzes am 2. Juni 2017 in Kripp

### Begleitprojekt
Begleitend zu den offiziellen Maifischbesatzveranstaltungen finden in NRW Aktionen des Projektes „Finne“ statt. FINNE – Fischwelt in NRW neu entdecken – ist ein landesweites Umweltbildungsprojekt der Fischereiverbände in NRW gemeinsam mit dem Umweltministerium NRW.
Ziel des Projekts ist es, die heimische Wasserwelt für Kinder und Jugendliche hautnah erlebbar zu machen. In den FINNE Workshops und Führungen können die jungen Wasserkundler live entdecken, wie ein Gewässer tickt, welche Lebewesen es als Lebensraum nutzen und was ein gesundes Flussreich ausmacht.
Bei Besatzmaßnahmen in Köln-Poll wurden zusätzlich Projekte der Rheinstation der Universität zu Köln sowie Aal- und Flusskrebsprojekt vorgestellt.

## Trivia
Am 30. Juni 2021 verlieh die nordrhein-westfälische Umweltministerin Ursula Heinen-Esser im Rahmen der Auftaktveranstaltung zum sechsten Wanderfischprogramms NRW eine Goldmedaille an Hans Burgwinkel, Reihmeister des Poller Maigeloogs für „Zentrale Öffentlichkeitsarbeit für das Maifischprojekt in Deutschland und die Maifischzucht in Frankreich“.
An den Staustufen Iffezheim und Staustufe Gambsheim werden am Fischaufstieg die aufsteigenden Fische gezählt, wobei die Zahlen für den Maifisch stark schwanken, z. B.
2006: Iffezheim 2, Gambsheim 6
2010: Iffezheim 0, Gambsheim 3
2015: Iffezheim 84, Gambsheim 96
2019: Iffezheim 32, Gambsheim 23
2020: Iffezheim 36, Gambsheim 65